# 箕田村 (埼玉県)
箕田村（みだむら）は、埼玉県北足立郡にあった村。現在の鴻巣市北部にあたり、嵯峨源氏の流れをくむ箕田源氏の発祥の地として知られる。
埼玉水平社の本部が置かれていたこともある。1954年（昭和29年）に鴻巣町・田間宮村・馬室村・笠原村と合併して鴻巣町となり消滅した。

## 地理
- 河川 - 元荒川

### 隣接していた自治体
（括弧内は現在の自治体）
- 北足立郡
  - 鴻巣町（鴻巣市）
  - 田間宮村（鴻巣市）
  - 小谷村（鴻巣市）
- 北埼玉郡
  - 笠原村（鴻巣市）
  - 川里村（鴻巣市）
  - 下忍村（鴻巣市、行田市）
  - 埼玉村（行田市）

## 歴史
- 1889年（明治22年）4月1日 - 町村制施行に伴い、箕田村（初代）・寺谷村・八幡田村・市ノ縄村・川面村・三ッ木村・中井村が合併し箕田村が発足。
- 1954年（昭和29年）
  - 7月1日 - 鴻巣町・田間宮村・馬室村・北埼玉郡笠原村と合併し、改めて鴻巣町が発足。同日箕田村廃止。
  - 9月30日 - 鴻巣町が北足立郡常光村を編入して市制施行、鴻巣市となる。

## 関連文献
- 「箕田村」『新編武蔵風土記稿』 巻ノ150足立郡ノ16、内務省地理局、1884年6月。NDLJP:763999/99。